# Isola dei Cavoli
L'isola dei Cavoli (in sardo Ìsula de is Càvurus, "isola dei granchi") è una piccola isola che si trova nel mar Tirreno, a meno di un chilometro a sud-est di capo Carbonara, nella Sardegna meridionale. Dipende amministrativamente dal Comune di Villasimius (città metropolitana di Cagliari).
È una piccola isola granitica, della superficie di circa 0,4320 km². Sul punto più alto dell'isola, circa 40 metri, grava la mole imponente di un faro, costituito da una base a forma di parallelepipedo, su due piani, comprendente gli alloggi degli addetti all'accensione giornaliera, e dalla torre cilindrica, che porta a quota 37 metri d'altezza l'intero edificio. Il faro fu realizzato attorno al 1856, inglobando una torre difensiva spagnola, costruita nel 1591. È catalogato al n. 1262 nell'elenco dei fari italiani.

## Origine del nome
L'origine del nome ha due versioni correnti: secondo la più antica, il suo nome deriverebbe da càvuru, in riferimento alla presunta presenza nell'isola di numerosi granchi. La versione più moderna, poco convincente, è che il nome derivi dall'abbondante presenza sull'isola di numerose piante di cavolo selvatico o cavolo di Sardegna (Brassica insularis), che vi crescono in forma endemica.
Dice infatti Massimo Pittau, uno dei maggiori linguisti isolani:
(Massimo Pittau, Toponimi della Sardegna Meridionale)

## Le cale

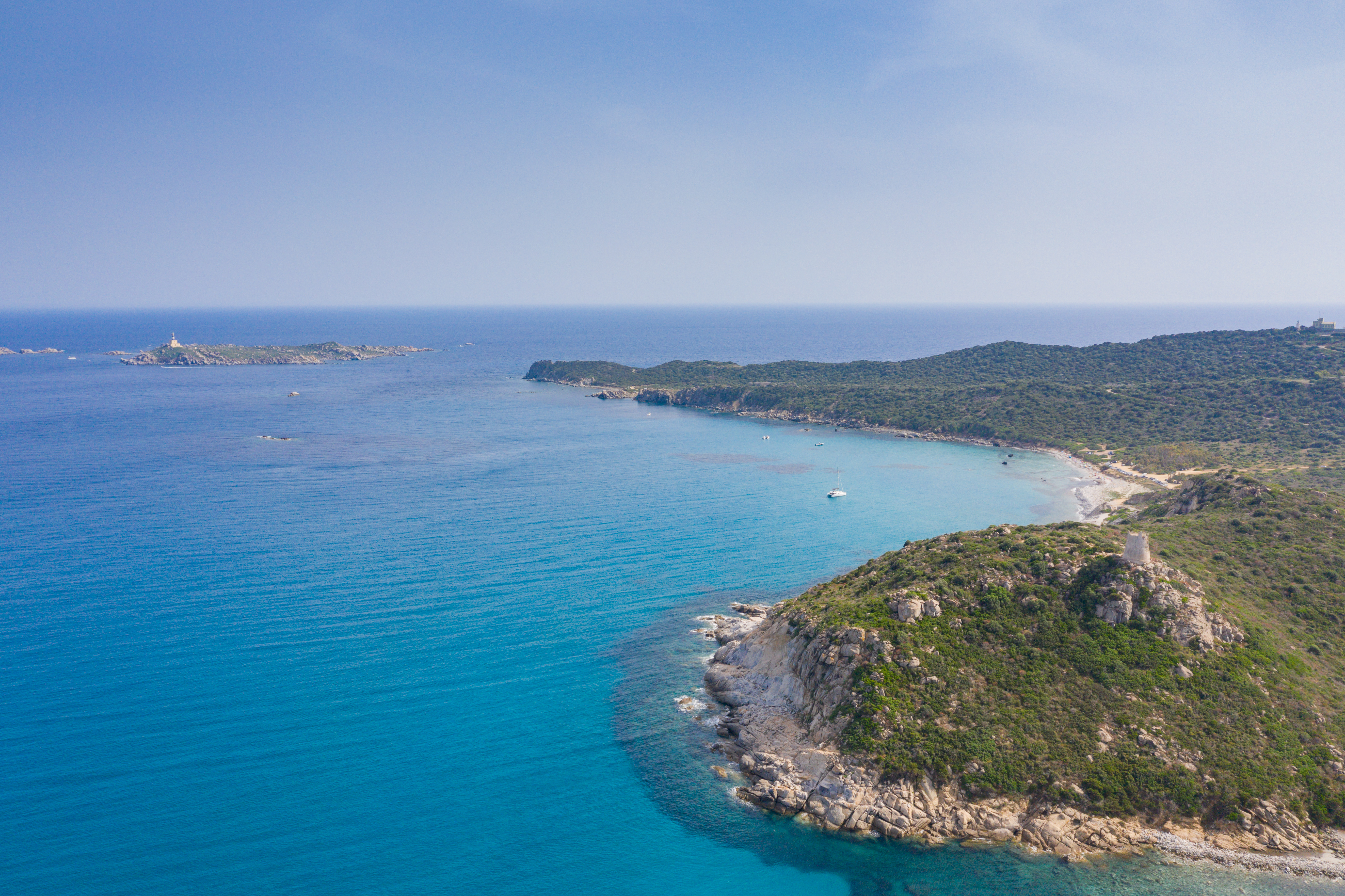
Capo Carbonara e l'isola dei Cavoli

Le coste, molto frastagliate, presentano alcune piccole insenature attorniate da massi granitici, spesso di notevoli dimensioni. I nomi vennero loro attribuiti, intorno agli anni Venti del ventesimo secolo, dai fanalisti che vi abitarono con le loro famiglie. 
- Cala di Ponente, per la posizione geografica rivolta verso la costa; un'insenatura lunga e stretta che presenta una piccola banchina accessibile alle piccole imbarcazioni.
- Cala del Morto, rivolta più a sud, verso Cagliari, così chiamata perché nella prima metà del secolo vi era approdato, trasportato dalle correnti marine, il cadavere di un uomo.
- Cala del Ceppo, dove stazionava un grosso ceppo, residuo di un vecchio albero reciso.
- Cala di Scasciu, attribuitogli da un fanalista proveniente dall'isola di La Maddalena, che nel dialetto di quell'isola significa “cala del Divertimento”, in quanto, essendo la più grande e protetta dai venti, era quella che più si adattava per scampagnate.

A tre di queste piccole località, la tardiva toponomastica ufficiale, attribuisce nomi assonanti, che meglio si adattano al dialetto locale:
- Cala Murta, dal nome del cespuglio che produce le omonime bacche, il mirto.
- Cala Cipro, dalla etimologia non accertata.
- Cala Is Cascias che significa “cala delle casse”.

## Abitanti
L'isola è stata abitata fino a tempi recentissimi dagli addetti del faro, con alterne testimonianze. È stata per taluni rifugio sicuro dagli orrori della guerra, per altri, teatro di tragici avvenimenti. Nel periodo della seconda guerra mondiale, non è mai stata oggetto di bombardamento dalle parti contendenti, e costituiva un sicuro rifugio per gli operatori che vi erano destinati e le loro famiglie. Intorno agli anni Settanta, alcuni fanalisti che vi operavano manifestarono il loro disagio incidendo su un grosso masso di granito la seguente frase, in lingua latina: Cavoli insula, carcer sine claustris, ossia «Isola dei Cavoli, carcere senza sbarre».

## Attuale destinazione
Essendo oramai automatizzato il funzionamento del faro, l'isola è disabitata ed ospita il centro ricerche della Facoltà di biologia di Cagliari, che la utilizza per attività di ricerche botaniche e zoologiche.
Fa parte dell'area naturale marina protetta Capo Carbonara, che comprende anche la zona di mare che va da capo Boi fino all'isola Serpentara.

## Madonna del Naufrago
Nei fondali antistanti l'Isola dei Cavoli, all’interno dell’Area Marina Protetta di Capo Carbonara, si trova la statua sommersa della Madonna del Naufrago. L’opera, realizzata in trachite rosa di Ozieri dall'artista sardo Pinuccio Sciola, è alta 3,2 metri ed è posizionata a circa undici metri di profondità. Fu deposta nel 1979 ad opera del club Subacqueo "Sub Sinnai", con la collaborazione del Santuario di Nostra Signora di Bonaria di Cagliari, dove la statua venne benedetta prima della sua immersione.
Ogni anno, la terza domenica di luglio, si svolge la tradizionale festa dedicata alla Madonna del Naufrago. La celebrazione prevede due giorni di riti religiosi, spettacoli, sfilate in costume tradizionale, musiche e degustazioni di prodotti tipici. Il momento culminante è rappresentato dalla processione di barche provenienti dal porto di Villasimius fino all’Isola dei Cavoli. Qui, sul fondale marino, il parroco del paese, accompagnato da una squadra di sub, si immerge ai piedi della statua per celebrare una preghiera subacquea. Sulla superficie, le imbarcazioni gettano corone di fiori e salutano con sirene, creando un evento suggestivo che coinvolge fedeli e turisti.